# Cryptolarynx
Genre
Cryptolarynx est un genre d'insectes de l'ordre des coléoptères (insectes possédant en général deux paires d'ailes incluant entre autres les scarabées, coccinelles, lucanes, chrysomèles, hannetons, charançons et carabes).

## Systématique
Le genre initial Cryptopharynx a été rebaptisé en 1966 en Cryptolarynx par H. A. D. van Schalkwyk (d) travaillant alors à l’Institute for Plant Protection à Pretoria (Afrique du Sud).

## Publication originale
- (en) H. A. D. van Schalkwyk, « Change of Curculionid (Coleoptera) Generic Name from Cryptopharynx to Cryptolarynx », South African Journal of Science, ASSAf, vol. 9,‎ 1966, p. 745 (ISSN 0038-2353 et 1996-7489, OCLC 3639666, lire en ligne).